# Drenaż (hydrogeologia)

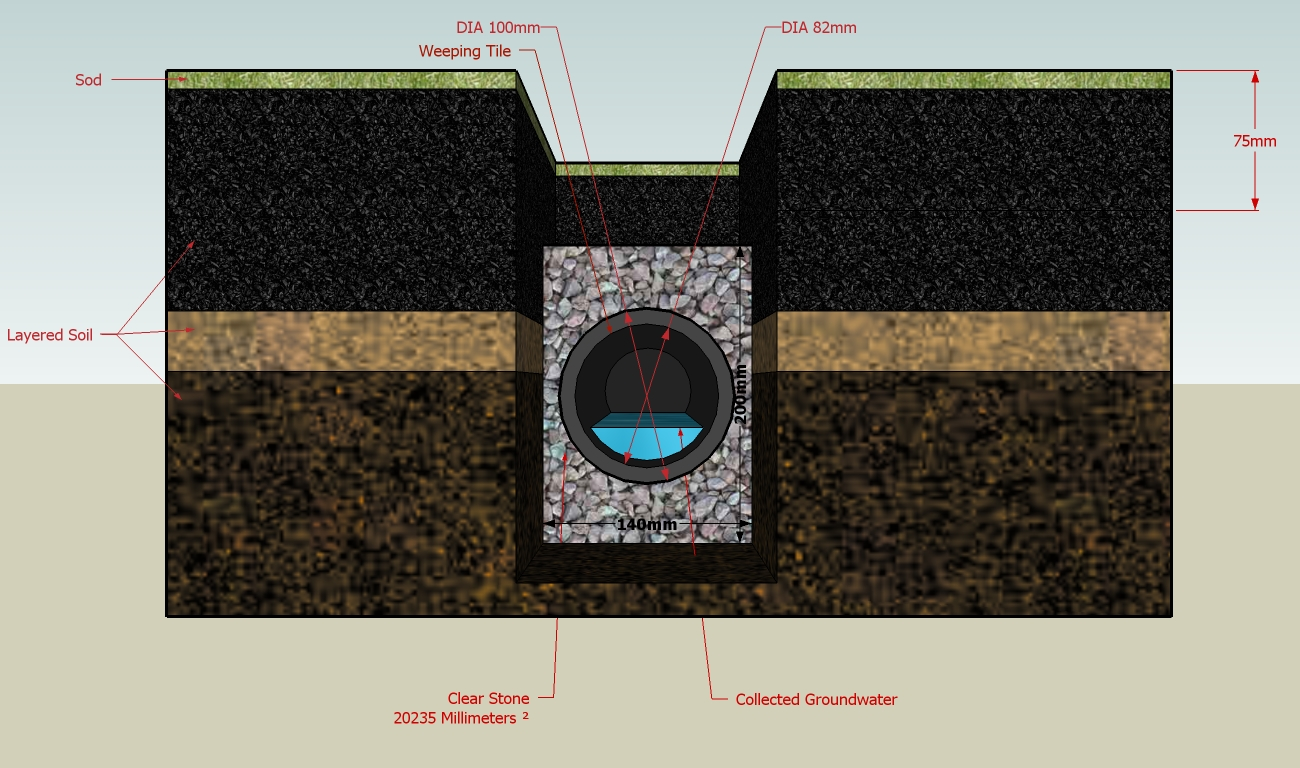
Przekrój drenu

Drenaż – element konstrukcji hydrotechnicznych.
Stosuje się go w przypadku, gdy w podłożu lub konstrukcji występuje przepływ wód infiltracyjnych lub gruntowych oraz w celu zabezpieczenia materiału konstrukcji lub podłoża przed szkodliwym działaniem filtracji, która powoduje zmiany strukturalne w gruncie. Drenaż ma za zadanie zmniejszenie ciśnienia piezometrycznego działającego na konstrukcję, obniżenie krzywej depresji, redukcję ciśnienia w porach oraz zabezpieczenie przed ciśnieniem spływowym na skarpie odwodnej.